# Малиевка (Черкасская область)
Малиевка (укр. Маліївка) — село в Золотоношском районе Черкасской области Украины.
Почтовый индекс — 19763. Телефонный код — 4737.

## Население
В 1862 году во владельческой деревне Малеевке было 3авод и 70 дворов где проживало 310 человек (150 мужского и 160 женского пола).
Население по переписи 2001 года составляло 205 человек.

### Языковой состав
Родной язык населения по данным переписи 2001 года:
| Язык       | Численность, чел. | Доля     |
| ---------- | ----------------- | -------- |
| Украинский | 200               | 97,56 %  |
| Русский    | 5                 | 2,44 %   |
| Итого      | 205               | 100,00 % |

## Местный совет
19763, Черкасская обл., Золотоношский р-н, с. Кропивна

## История
Есть на карте 1826-1840 годов как х. Малевский.

## Персоналии
- Михаи́л Его́рович Ва́щенко-Заха́рченко (1825 - 1912) — доктор математических наук, заслуженный профессор Императорского Киевского университета, тайный советник.